# アノーイア
アノーイア（イタリア語: Anoia）は、イタリア共和国カラブリア州レッジョ・カラブリア県にある、人口約2,100人の基礎自治体（コムーネ）。

## 地理

### 位置・広がり

#### 隣接コムーネ
隣接するコムーネは以下の通り。
- チンクエフロンディ
- フェロレート・デッラ・キエーザ
- ジッフォーネ
- マローパティ
- メリクッコ
- ポリステナ